# Corringham, Essex
Corringham är en ort i distriktet Thurrock i grevskapet Essex i England. Orten är belägen 10 km från Tilbury. Parish hade 1 897 invånare år 1931. År 1936 blev den en del av den då nybildade Thurrock. Byn nämndes i Domedagsboken (Domesday Book) år 1086, och kallades då Currincham.